# Jean Vincent Félix Lamouroux

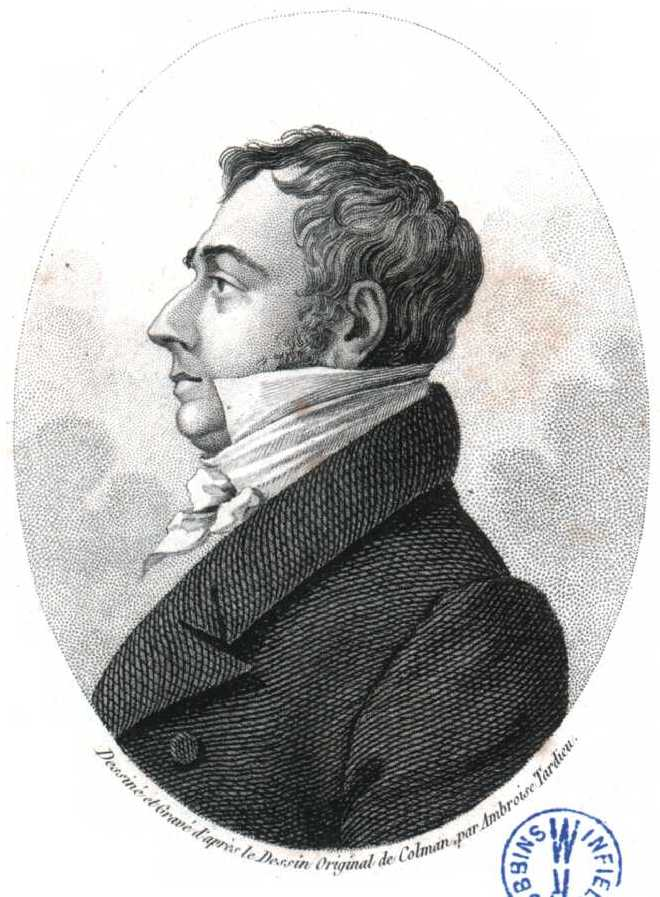
Jean Vincent Félix Lamouroux

Jean Vincent Félix Lamouroux (* 3. Mai 1779 in Agen; † 26. März 1825 in Caen) war ein französischer Naturforscher und Algologe.  Sein offizielles botanisches Autorenkürzel lautet „J.V.Lamour“.
Sein Bruder war der Mediziner und botanische Autor  Jean Pierre Péthion Lamouroux dit Jean(n)in (1792 oder 1797–1866).

## Leben
Sein Vater Claude Lamouroux war Fabrikant und zeitweise Bürgermeister von Agen, aber auch wissenschaftlich und musikalisch interessiert. Lamouroux befasste sich schon in Agen mit Botanik und speziell marinen Algen und Hydrozoen. 1805 veröffentlichte er über die Braunalgen-Gattung Fucus. Nachdem sein Vater in Agen insolvent wurde, zog Lamouroux 1807 nach Paris, wo er 1817 als korrespondierendes Mitglied in die Académie des sciences gewählt wurde. 1808 wurde er Assistenzprofessor und 1811 Professor an der Universität Caen. In Caen war er Mitgründer der örtlichen Linné-Gesellschaft, in deren Abhandlungen er publizierte, und wurde Direktor des Botanischen Gartens. Sein Schüler Arcisse de Caumont (1801–1873), der auch als Archäologe bekannt ist, wurde sein Nachfolger als Professor in Caen. Er war mit Jean Baptiste Bory de Saint-Vincent befreundet, mit dem er zusammenarbeitete und in dessen Dictionnaire classique d’histoire naturelle er veröffentlichte.
Er war der Erste, der Algen in Grünalgen, Braunalgen und Rotalgen einteilte (1813), was von Dawson Turner übernommen wurde und sich in der Folge durchsetzte. Er erstbeschrieb viele Taxa.
Lamouroux befasste sich auch mit verschiedenen Gruppen von wirbellosen Meerestieren und deren Klassifikation (wie Korallen), Geographie und Paläontologie (Reptilienfossilien der Normandie). Seine Funde jurassischer Krokodile in der Umgebung von Caen waren 1825 bis 1830 der Anlass einer Kontroverse von Georges Cuvier und Étienne Geoffroy Saint-Hilaire.

## Schriften
- Dissertations sur plusieurs espèces de Fucus, Agen, Paris 1805, Gallica
- Histoire des Polypiers coralligènes flexibles, vulgairement nommés Zoophytes, Caen 1816
- Exposition méthodique des genres de l’ordre des polypiers, Paris 1821
- Résumé d’un cours élémentaire de géographie physique 1821